# Josef Pagáč (lední hokejista)
Josef Pagáč (* 18. září 1947) je bývalý český hokejový obránce.

## Hokejová kariéra
V československé lize hrál za TJ Gottwaldov. Odehrál 2 ligové sezóny a nastoupil v 15 ligových utkáních.

## Klubové statistiky
| Sezona    | Klub          | Soutěž  | Základní část | Základní část | Základní část | Základní část | Základní část |
| Sezona    | Klub          | Soutěž  | Z             | G             | A             | B             | TM            |
| --------- | ------------- | ------- | ------------- | ------------- | ------------- | ------------- | ------------- |
| 1968/1969 | TJ Gottwaldov | 1. liga | 14            | 0             | 0             | 0             | -             |
| 1969/1970 | TJ Gottwaldov | 1. liga | 1             | 0             | 0             | 0             | -             |